# بيبريديل
البيبريديل هو دواء يتسبب في قفل قنوات الكاليسيوم في الجسم. يستخدم لعلاج الذبحة الصدرية.
هذا العلاج لم يعد يباع في الولايات المتحدة الأميريكية.